# Laboral Kutxa
Cet article concerne la banque. Pour le club de basket-ball, voir Saski Baskonia.
Laboral Kutxa est une coopérative de crédit née de la fusion entre Caja Laboral et Ipar Kutxa. Le projet de fusion a été annoncé en mars 2012, et la nouvelle société a été créée en avril 2013.

### Sources
- (es) Cet article est partiellement ou en totalité issu de l’article de Wikipédia en espagnol intitulé « Laboral Kutxa » (voir la liste des auteurs).